# Акэти Мицухидэ
Акэти Мицухидэ (яп. 明智 光秀; 10 или 11 марта 1528? — 2 июля 1582) — самурай из рода Акэти, деятель периода Сэнгоку в истории феодальной Японии. Мицухидэ был одним из ближайших сподвижников даймё Оды Нобунаги, но позже предал его и вынудил совершить сэппуку.

## Биография
Мицухидэ стал служить Нобунаге после того, как Оде покорилась в 1566 году родная провинция Акэти, Мино. В 1571 году за верную службу Мицухидэ получил замок Сакамото в провинции Оми. Наряду с Сибатой Кацуиэ и Тоётоми Хидэёси он стал одним из доверенных лиц Нобунаги.
В 1579 году Мицухидэ взял замок Яками, пообещав сохранить жизнь его владельцу, Хатано Хидэхару, однако Нобунага нарушил обещание своего вассала и казнил Хидэхару. Это разгневало клан Хатано, и преемники Хидэхару отомстили Акэти Мицухидэ, убив его мать. Впрочем не все исследователи согласны с этой теорией и считают ее выдумкой эпохи Токугава 
В 1582 году Нобунага вёл военную кампанию против Мори Тэрумото. Войсками на фронте в провинции Биттю командовал Тоётоми Хидэёси, который запросил у Нобунаги подкрепление для решающего сражения с превосходящим противником. Ода велел Мицухидэ собрать войско и оказать поддержку Хидэёси, а сам с несколькими сотнями воинов остановился в Киото. Акэти Мицухидэ собрал десятитысячную армию из верных ему людей, но не повёл её на запад, в Биттю, а вошёл в столицу и напал на храм Хонно-дзи, где находился Нобунага. Ода Нобунага, чтобы не попасть в плен к предателю, совершил сэппуку.
Получив аудиенцию у императора, Мицухидэ объявил себя сёгуном. Узнав об этом, Хидэёси и Токугава Иэясу поспешили в Киото, чтобы отомстить за смерть Нобунаги и занять его место. Первым успел Хидэёси, который в битве при Ямадзаки разбил войско Акэти Мицухидэ. Сам Мицухидэ 2 июля погиб в сражении.

## Семья
- Цумаки Хироко (яп. 妻木煕子) — жена
- Акэти Мицуёси (яп. 明智光慶) — старший сын
- Акэти Хидэмицу (яп. 明智秀満) — приёмный сын
- Хосокава Грациа (яп. 明智玉子) — дочь, христианка-мученица
- Акэти Мицухару (яп. 明智 光春) — двоюродный брат

## В культуре
- Сериал «Акэти Мицухидэ: предатель на все времена» («Akechi Mitsuhide: kami ni ai sarenakatta otoko») (2007, Япония).